# 海茵莊園

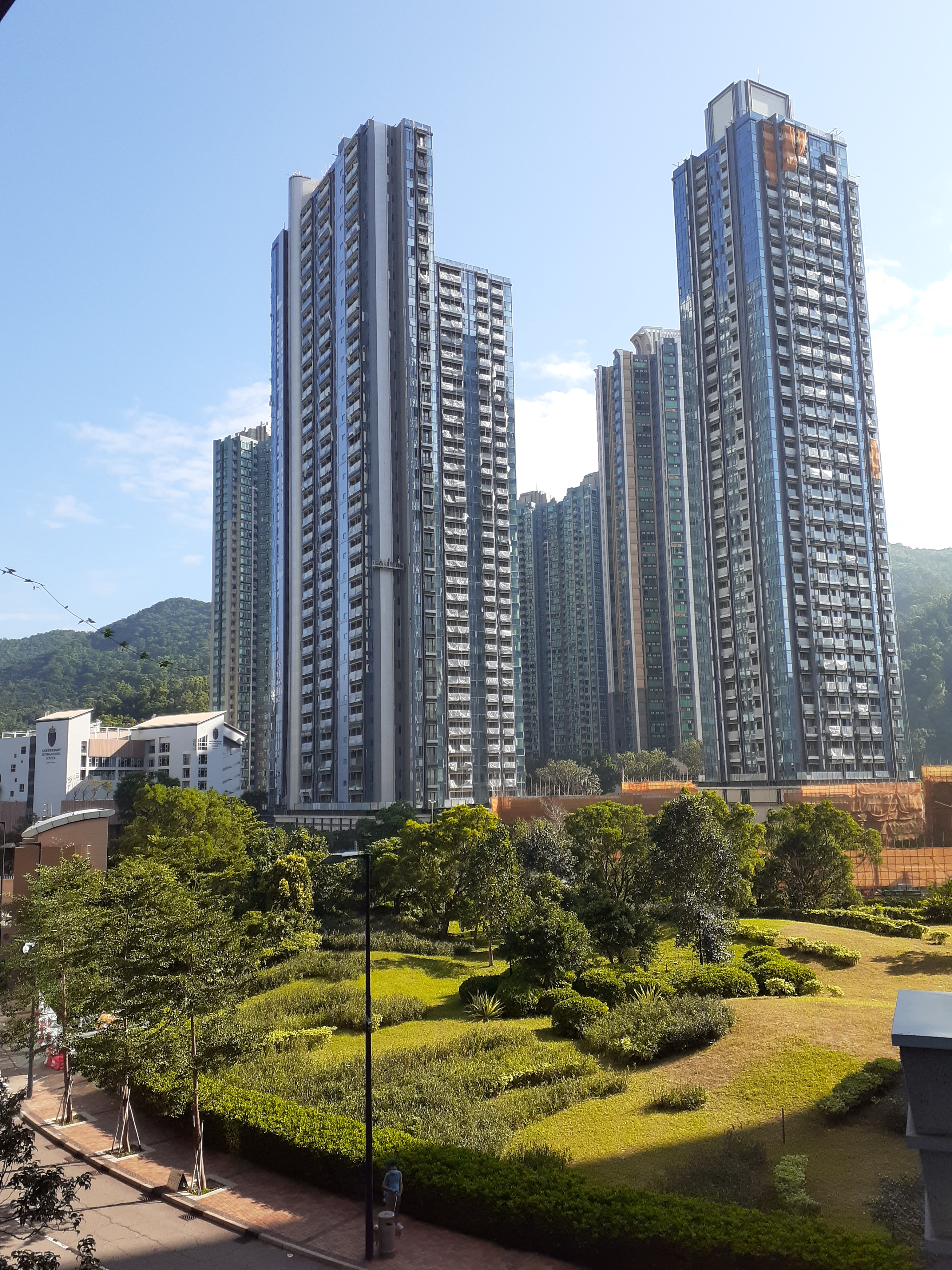
海茵莊園（2021年10月）

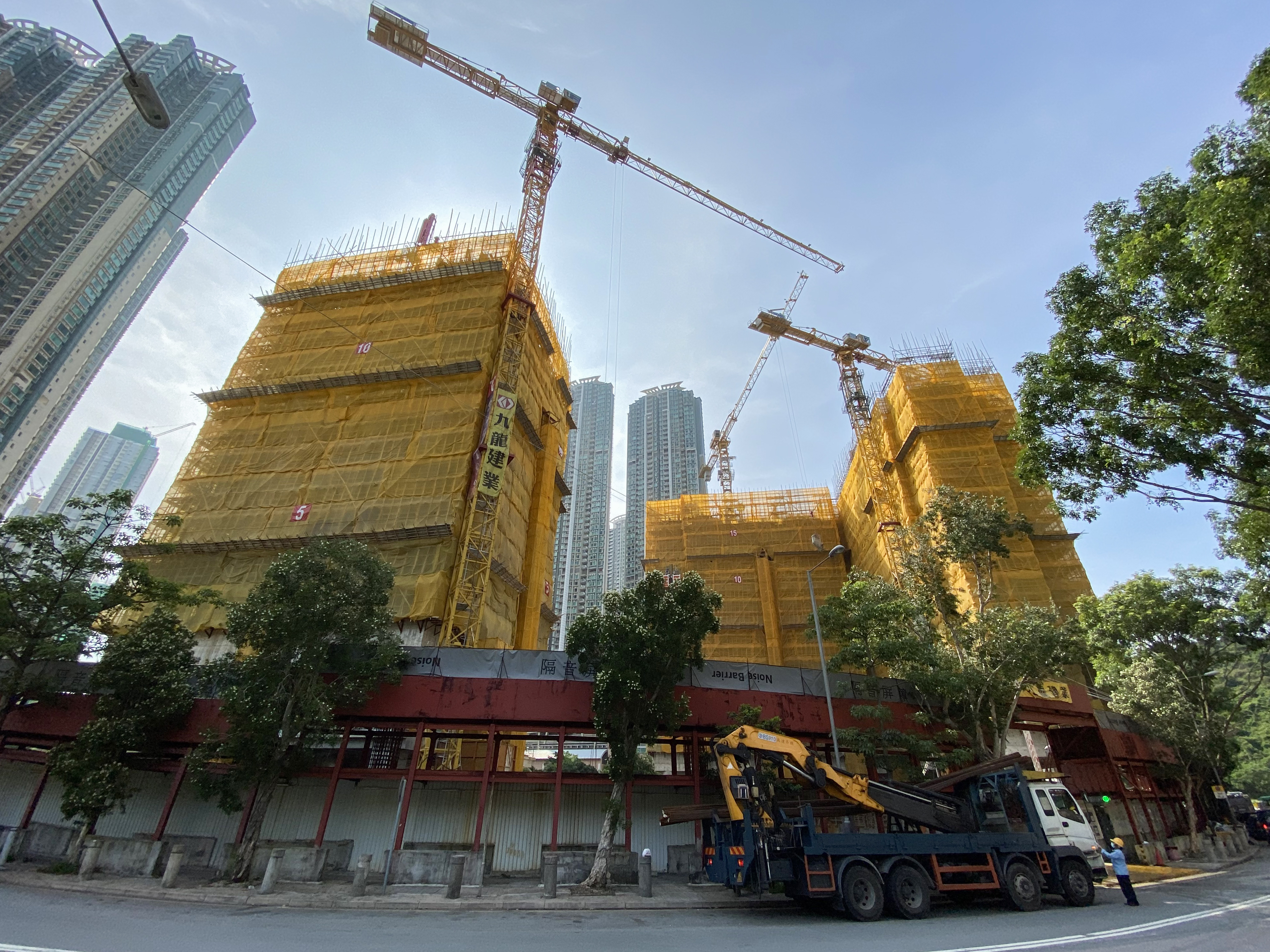
海茵莊園地盤（2020年8月）

海茵莊園，由九龍建業發展，位於香港新界西貢區石角路1至3號，地盤面積約9640平方米，前身為身為捷和製鋼廠及五層高捷和神鋼中心，在2017年跟政府達成換地補地價議，以總價11.61億元補地價，以可建樓面51.88萬呎計算，每呎地價僅2,238元，項目設有2座大廈，提供1,556伙單位，主要以1房為主，原計劃在2022年落成。

## 爭議
- 海茵莊園在2021年10月份開售，其中一座一層伙數多達32伙，與九龍建業另一項目環海‧東岸相似，因此被外界稱為翻版環海‧東岸。[1]

- 海茵莊園原定於2022年8月31日入伙。九龍建業在入伙前一日宣佈因為受到惡劣天氣及疫情等不可抗力的原因影響，入伙時間會延遲七個月。其後，九龍建業表示延期為買賣合約下容許之安排，故不會提供補償或取消交易方案。[1]

## 外部連結
- 海茵莊園 （页面存档备份，存于）